# Förtjänstorden
Förtjänstorden (engelska: Order of Merit), är en brittisk orden instiftad 1902 av kung Edvard VII som erkännande av framstående tjänst i de väpnade styrkorna, vetenskap, konst, litteratur, eller för främjandet av kultur. 
Inträde i orden förblir en personlig gåva från den regerande monarken i Storbritannien och Samväldesrikena, och är begränsad till 24 levande mottagare på en gång från dessa länder plus ett begränsat antal hedersmedlemmar. Alla medlemmar får möjlighet att använda de postnominella bokstäverna, OM, och en medaljong livet ut.
Ordens rangordning bland andra utmärkelser skiljer sig mellan Storbritannien och de olika samväldesrikena.

## Levande innehavare
- Suverän: Charles III
  - Medlemmar: Första parentesen anger ordningsnummer följt av året då utnämning ägde rum.

  1.  Norman Foster (169) (1997)
  2.  Roger Penrose (175) (2000)
  3.  Tom Stoppard (176) (2000)
  4.  David Attenborough (180) (2005)
  5.  Robin Eames (183) (2007)
  6.  Tim Berners-Lee (184) (2007)
  7.  Martin Rees (185) (2007)
  8.  Jean Chrétien (186) (2009)
  9.  Neil MacGregor (187) (2010)
  10.  David Hockney (188) (2012)
  11.  John Howard (189) (2012)
  12.  Simon Rattle (190) (2014)
  13.  Magdi Yacoub (192) (2014)
  14.  Ara Darzi (193) (2016)
  15.  Ann Dowling (194) (2016)
  16.  James Dyson (195) (2016)
  17.  Elizabeth Anionwu (196) (2022)
  18.  Floella Benjamin (197) (2022)
  19.  Margaret MacMillan (198) (2022)
  20.  David Adjaye (199) (2022)
  21.  Paul Nurse (200) (2022)
  22.  Venkatraman Ramakrishnan (201) (2022)

## Avlidna innehavare (urval)

### Britter och från andra samväldesriken
Personer med artiklar på svenskspråkiga Wikipedia

- Frederick Roberts, 1:e earl Roberts (1) (1902)
- Garnet Wolseley, 1:e viscount Wolseley (2) (1902)
- Herbert Kitchener, 1:e earl Kitchener (3) (1902)
- John Strutt, 3:e baron Rayleigh (4) (1902)
- Lord Kelvin (5) (1902)
- Joseph Lister, 1:e baron Lister (6) (1902)
- John Morley, 1:e viscount Morley (8) (1902)
- William Edward Hartpole Lecky (9) (1902)
- Edward Hobart Seymour (10) (1902)
- William Huggins (11) (1902)
- George Frederic Watts (12) (1902)
- George Stuart White (13) (1905)
- John Arbuthnot Fisher (14) (1905)
- Lawrence Alma-Tadema (16) (1905)
- George Meredith (17) (1905)
- William Holman Hunt (18) (1905)
- Evelyn Baring, 1:e earl av Cromer (22) (1906)
- James Bryce, 1:e viscount Bryce (23) (1907)
- Joseph Dalton Hooker (24) (907)
- Florence Nightingale (25) (1907)
- Alfred Russel Wallace (27) (1908)
- William Crookes (28) (1910)
- Thomas Hardy (29) (1910)
- Edward Elgar (31) (1911)
- J.J. Thomson (33) (1912)
- Archibald Geikie (34) (1914)
- John French, 1:e earl av Ypres (35) (1914)
- Richard Burdon Haldane, 1:e viscount Haldane (36) (1915)
- Henry James (37) (1916)
- John Jellicoe, 1:e earl Jellicoe (38) (1916)
- Arthur Balfour (39) (1916)
- David Beatty (41) (1919)
- Douglas Haig, 1:e earl Haig (42) (1919)
- David Lloyd George (44) (1919)
- J.M. Barrie (45) (1922)
- F.H. Bradley (46) (1924)
- Charles Sherrington (47) (1924)
- Ernest Rutherford (49) (1925)
- Charles Algernon Parsons (50) (1927)
- George Abraham Grierson (51) (1928)
- Robert Bridges (52) (1929)
- John Galsworthy (53) (1929)
- Samuel Alexander (54) (1930)
- Montague Rhodes James (55) (1930)
- G. M. Trevelyan (56) (1930)
- Charles Madden, 1:e baronet (57) (1931)
- William Bragg (59) (1931)
- John William Mackail (60) (1935)
- John Masefield (61) (1935)
- Ralph Vaughan Williams (62) (1935)
- Frederick Hopkins (63) (1935)
- Herbert Fisher (65) (1937)
- Robert Baden-Powell (66) (1937)
- Arthur Eddington (67) (1938)
- Ernle Chatfield, 1:e baron Chatfield (68) (1939)
- James Hopwood Jeans (69) (1939)
- Cyril Newall (70) (1940)
- Gilbert Murray (71) (1941)
- Edwin Lutyens (72) (1942)
- Augustus John (73) (1942)
- Edgar Adrian (74) (1942)
- William Searle Holdsworth (75) (1943)
- Dudley Pound (76) (1943)
- Sidney Webb (77) (1944)
- Henry Dale (78) (1944)
- Giles Gilbert Scott (79) (1944)
- Alfred North Whitehead (80) (1945)
- Winston Churchill (82) (1946)
- Alan Brooke, 1:e viscount Alanbrooke (84) (1946)
- Andrew Cunningham (85) (1946)
- Edward Wood, 1:e earl av Halifax (86) (1946)
- Jan Smuts (87) (1947)
- William Lyon Mackenzie King (89) (1947)
- T.S. Eliot (90) (1948)
- Robert Robinson (91) (1949)
- Bertrand Russell (92) (1949)
- George Edward Moore (95) (1951)
- Clement Attlee (96) (1951)
- Wilder Penfield (97) (1953)
- Walter de la Mare (98) (1953)
- John Cockcroft (101) (1957)
- John Anderson, 1:e viscount Waverley (102) (1957)
- Frank Macfarlane Burnet (103) (1958)
- Herbert Samuel, 1:e viscount Samuel (104) (1958)
- Harold Alexander, 1:e earl Alexander av Tunis (105) (1960)
- Cyril Hinshelwood (106) (1960)
- Graham Sutherland (107) (1960)
- Geoffrey de Havilland (108) (1962)
- Basil Spence (109) (1962)
- George Peabody Gooch (112) (1963)
- Henry Moore (113) (1963)
- Benjamin Britten (114) (1965)
- Dorothy Crowfoot Hodgkin (115) (1965)
- Louis Mountbatten (116) (1965)
- Howard Walter Florey (117) (1965)
- Patrick M.S. Blackett (118) (1967)
- William Walton (119) (1967)
- Ben Nicholson (120) (1968)
- Prins Philip, hertig av Edinburgh (122) (1968)
- E.M. Forster (123) (1969)
- Malcolm MacDonald (124) (1969)
- Geoffrey Ingram Taylor (126 (1969)
- Lester B. Pearson (129) (1971)
- Isaiah Berlin (130) (1971)
- Alan L. Hodgkin (132) (1973)
- Paul Dirac (133) (1973)
- Harold Macmillan (134) (1976)
- Kenneth Clark (136) (1976)
- Alexander Robertus Todd (138) (1977)
- Frederick Ashton (140) (1977)
- John Boynton Priestley (141) (1977)
- Laurence Olivier (142) (1981)
- Peter Medawar (143) (1981)
- Andrew Fielding Huxley (146) (1983)
- Sidney Nolan (147) (1983)
- Michael Tippett (148) (1983)
- Graham Greene (150) (1986)
- Frederick Sanger (151) (1986)
- Frank Whittle (152) (1986)
- Yehudi Menuhin (153) (1987)
- Ernst H. Gombrich (154) (1988)
- Max Perutz (155) (1988)
- Cicely Saunders (156) (1989)
- George Porter (157) (1989)
- Margaret Thatcher (158) (1990)
- Joan Sutherland (159) (1991)
- Francis Crick (160) (1991)
- Ninette de Valois (161) (1992)
- Michael Francis Atiyah (162) (1992)
- Lucian Freud (163) (1993)
- Roy Jenkins (164) (1993)
- Aaron Klug (166) (1995)
- John Gielgud (167) (1997)
- Ted Hughes (171) (1998)
- Basil Hume (172) (1999)
- James Black (173) (2000)
- Anthony Caro (174) (2000)
- Jacob Rothschild, 4:e baron Rothschild (179) (2002)
- Michael Howard (182) (2005)
- Martin Litchfield West (191) (2014)

### Utländska hedersmedlemmar
Personer med artiklar på svenskspråkiga Wikipedia

- Yamagata Aritomo (19) (1906)
- Oyama Iwao (20) (1906)
- Togo Heihachiro (21) (1906)
- Ferdinand Foch (40) (1918)
- Joseph Joffre (43) (1919)
- Dwight D. Eisenhower (81) (1945)
- John Gilbert Winant (88) (1947)
- Albert Schweitzer (99) (1955)
- Sarvepalli Radhakrishnan (111) (1963)
- Moder Teresa (149) (1983)
- Nelson Mandela (165) (1995)

## Se även

Heraldisk avbildning.